# Kwonkan silvestris
Kwonkan silvestris is een spinnensoort uit de familie Anamidae. 
Kwonkan silvestris werd in 1983 beschreven door Main.